# Камни в моих карманах
«Камни в моих карманах» (латыш. Akmeņi manās kabatās, англ. Rocks in My Pockets) — анимационный фильм латышского сценариста, продюсера и режиссёра-аниматора Сигне Баумане; полнометражная автобиографическая анимационная лента, которая рассказывает о депрессии и суициде, преследовавших три поколения женщин в её семье.
Первоначально был создан на латышском и английском языках. Фильм был выдвинут Латвией как «Лучший фильм на иностранном языке» к 87-й церемонии вручения премии «Оскар», но он не попал в число номинантов. Саундтрек, созданный Кристианом Сенсини, получил премию Jerry Goldsmith Film Music Awards в номинации «Лучший саундтрек к фильму»..

## Сюжет
В конце 1920-х годов в молодую латышку Анну, красивую и образованную девушку, влюбляется авантюрный предприниматель, на 30 лет её старше. Но с браком пришла ревность, и муж прячет Анну в лесу, подальше от других мужчин, где она рожает ему восемь детей. Великая депрессия, власть Советов, потом нацистской Германии, а затем опять Советов ввергает Анну в депрессию. Но женщине приходится прикладывать силы, чтобы выжить в лесу.
Много лет спустя Сигне, молодая художница, спросила у отца о причине смерти её бабушки — всё той же Анны. Но ни отец, ни семеро его братьев и сестёр не дали девочке конкретный ответ, уклоняясь сказать правду. Сигне подозревает, что Анна совершила самоубийство, так как сама подвержена депрессии и мыслям о суициде. Её трое двоюродных сестер, похоже, также страдают от этого. Может ли быть связь между Анной и её четырьмя внучками? Сигне совершает путешествие в глубь своей собственной депрессии, пытаясь противостоять семейным демонам.

## Создание фильма
Сигне Баумане, исходя из своей семейной истории, написала сценарий для этого фильма в 2010 году. Его создание финансировалось NYSCA и Jerome Foundation. Спонсором выступила организация Women Make Movies. Сама Баумане также провела несколько мероприятий по сбору средств и специальную кампанию на сайте Indiegogo. Имелись и другие источники для полного завершения работы над этим анимационным фильмом.
Для создания «Камни в моих карманах» были использованы элементы 2D и 3D анимации, с использованием фанеры, картонных коробок и папье-маше были построены 28 конструкций для его съёмки. С помощью цифровой камеры был создан stop-motion эффект. Также было создано примерно 30 000 рисунков, используя такие программные средства, как Photoshop, QuickTime и Final Cut Pro.

## Награды
Фильм получил различные награды на фестивалях:
- Кинофестиваль в Карловых Варах (Чехия)
- ANIMATOR Festival (Польша)
- Riga International Film Festival 2ANNAS (Латвия)
- Trieste Film Festival (Италия)
- Anifilm Festival (Чехия)
- Vilnius International Film Festival (Литва)
- Docs Barcelona & Medellin (Колумбия)